# Cesare Mainella
Cesare Mainella (Venezia, 9 giugno 1885 – Venezia, 21 gennaio 1975) è stato un pittore italiano.

## Biografia
Nasce in una famiglia di artisti: il padre, Raffaele, fu un acquerellista e architetto, noto a Venezia e in Francia, mentre la madre Fanny, figlia di Giulio Carlini, celebre ritrattista dell'Ottocento, fu una delle prime donne a diplomarsi all'Accademia di Venezia. Padrino di battesimo fu il pittore Giacomo Favretto.
Frequenta l'Accademia di Belle Arti di Venezia. È compagno di studi di Amedeo Modigliani alla libera Accademia di Nudo. Nel 1906 ottiene l'"Abilitazione all'insegnamento del disegno nelle scuole tecniche e normali" assieme ad altri otto candidati tra cui Guido Marussig e Mario Crepet. Il corpo insegnante negli anni di studio di Mainella è composto da nomi di spicco quali Ettore Tito per il disegno di figura, Guglielmo Ciardi e Luigi Nono per la pittura di paese e di mare, Antonio Zotto per l'anatomia e Pietro Paoletti per la storia dell'arte.
Perfeziona lo studio della figura e della composizione sotto la guida del ritrattista Laurenti e a Positano arricchisce le sue qualità pittoriche col paesaggista napoletano Vincenzo Caprile. Lì  sperimenta una particolare tecnica di pittura a tempera simile all'olio che Mainella ricorderà con il nome di tempera Caprile. Completa infine gli studi presso l'Accademia della Grande Chaumière a Parigi dove si iscrive nel 1911 alla sezione di pittura e incisione perfezionando così le sue conoscenze delle tecniche grafiche (acquaforte e litografia).
Con Semeghini e Gino Rossi è uno dei primi espositori a Ca' Pesaro e con Italico Brass è tra i maggiori animatori del Circolo Artistico nel Palazzo delle Prigioni a Venezia.
Il suo spirito avventuroso lo porta giovanissimo in Argentina dove ottiene diversi incarichi di prestigio. Allo scoppio della prima guerra mondiale rientra in Italia per parteciparvi come volontario. Dopo dieci anni di attività a Venezia, riparte nel 1928 per il Perù, stabilendosi a Lima, dove espone le sue opere con successo tanto da essere chiamato a decorare la cripta della cattedrale S.M. Ausiliatrice.
Tornato in Italia, nel 1936 decide nuovamente di partire per l'Abissinia. Ad Addis Abeba esegue grandi decorazioni murali nel palazzo del viceré Rodolfo Graziani oltre a ritratti e paesaggi. Il periodo africano è interrotto da una breve parentesi a Napoli, dove è chiamato ad allestire nel 1940 il padiglione Etiopico alla Esposizione dell'Oltremare. Rimane poi bloccato in Africa dagli eventi bellici e, come prigioniero civile, è trasferito in Rhodesia del Sud, dove rimane per altri sei anni. Lì esegue numerosi ritratti, paesaggi e studi che poi esporrà nella sua ultima mostra a Venezia alla Bevilacqua La Masa nel 1968.
Trascorre i suoi ultimi anni al Lido di Venezia e, dal 1960, a Treporti. dove scrive le sue memorie Episodi della mia vita veramente vissuta intensamente.
Nel 1968 annota nel suo diario: "A questa età dipingo ancora con amore e passione e ciò per un vecchio è una gran fortuna. Passo la mia vita a Treporti assieme a mia moglie Wanda che fu la mia ispiratrice e fedele compagna delle tristi e liete vicende. I miei figli mi hanno dato 14 nipoti. Posso essere soddisfatto e sono arrivato a essere bisnonno ed ora conduco una vita serena e riposante".
Morì a Venezia e fu sepolto nel cimitero del Lido di Venezia.

## Elenco dei musei che espongono opere dell'artista
- Fondazione Querini Stampalia